# M3 (géppisztoly)
A második világháború elején az amerikai hadsereg kifejezte egy olcsón, tömegméretekben előállítható géppisztoly iránti igényét. A benyújtott pályázatok sikertelensége miatt végül létrehoztak egy hadseregen belüli tervezőcsapatot, amely megalkotta a M3 jelű (alakja után "Zsírzópisztoly" gúnynevű) fegyvert.

## Története
Az M3-as célja a Thompson felváltása volt (bár a világháború végéig használták a Thompsont). A tömeggyártás azonban felszínre hozott néhány hibát, ami késleltette a frontra történő szállítását, így 1944-ben került harctéri alkalmazásba.

### Előállítása
George Hyde tervei alapján a General Motors kezdte el gyártani. Mindent, amit lehetett, préseltek, csak a zár és a cső készült forgácsolással. Válltámasza egy egyszerű huzalból hajlított, betolható szerkezet. A zár vezetőrudakon mozog, így a tok belsejét sem kellett igényesen elkészíteni, ráadásul a szennyeződések sem okoznak gondot. Mint a tömegesen gyártott fegyvereknek, ennek is több problémája akadt, a brit Stenhez hasonlóan itt is főleg a tár volt kritikus pont, de a korai változatoknál a gyengébb minőségű anyagok is gondot okoztak.

## Tudnivalók
A fegyver nyitott záras, csak sorozatlövésre alkalmas. Nincs felhúzókarja, így a lövész a zár oldalán lévő nyílásba dugta ujját és így húzta hátra azt. Tűzgyorsasága lassú, így az elsütőbillentyű gyors meghúzásával egyes lövést is lehet leadni. Lőtávolsága 100 yardra van állítva, ami 91 méternek felel meg.

## Fordítás
- Ez a szócikk részben vagy egészben  a   M3 submachine gun című angol Wikipédia-szócikk fordításán alapul.  Az eredeti cikk szerkesztőit annak laptörténete sorolja fel. Ez a jelzés csupán a megfogalmazás eredetét és a szerzői jogokat jelzi, nem szolgál a cikkben szereplő információk forrásmegjelöléseként.